# Transformação de Bateman
No estudo matemático de equações diferenciais parciais, a Transformada de Bateman é um método para resolver a Equação de Laplace em quatro dimensões e a Equação de Onda em três, usando uma integral de linha de uma Função Holomorfa em três variáveis complexas. 
A fórmula afirma que se ƒ é uma Função Holomorfa de três variáveis complexas, então
{\displaystyle \phi (w,x,y,z)=\oint _{\gamma }f\left((w+ix)+(iy+z)\zeta ,(iy-z)+(w-ix)\zeta ,\zeta \right)\,d\zeta }{\displaystyle \phi (w,x,y,z)=\oint _{\gamma }f\left((w+ix)+(iy+z)\zeta ,(iy-z)+(w-ix)\zeta ,\zeta \right)\,d\zeta }
é uma solução da equação de Laplace, que segue por diferenciação sob a integral. Além disso, Bateman afirmou que a solução mais geral da equação de Laplace surge dessa maneira.